# 루빈 오코티에
루빈 라파엘 오코티에(독일어: Rubin Rafael Okotie, 1987년 6월 6일 ~ )는 오스트리아의 은퇴한 축구 선수이다. 포지션은 스트라이커로 활약했다. 나이지리아인 아버지와 오스트리아인 어머니를 가지고 있으며 파키스탄에서 태어나 3개의 국적을 가지고 있다.